# Gargrave
Gargrave is een civil parish in het bestuurlijke gebied Craven, in het Engelse graafschap North Yorkshire met 1755 inwoners.